# John Abbott
Sir John Joseph Caldwell Abbott, (12 tháng 3 năm 1821 – 30 tháng 10 năm 1893), là chính trị gia và luật sư người Canada, ông giữ chức Thủ tướng Canada từ năm 1891 đến năm 1892. Ông giữ chức vụ với tư cách Lãnh đạo Đảng Bảo thủ.
Abbott sinh tại Saint-André-d'Argenteuil, Quebec. Ông học ngành luật tại Đại học McGill và trở thành một trong những luật sư danh tiếng ở Montreal, sau đó ông trở về McGill làm giáo sư luật và nhận bằng Tiến sĩ Dân luật. Cõ lẽ ông nổi tiếng nhờ sự bào chữa thành công thủ phạm vụ Cuộc đột kích St. Albans. Abbott tham gia chính trị khi ông còn trẻ, ký bản Tuyên ngôn Sáp nhập Montreal năm 1849 – sau đó ông đã hối hận – và thắng ttong cuộc bầu cử vào Hội đồng Lập pháp Tỉnh Canada năm 1860. Với sự dẫn đến Liên bang hóa Canada, ông là người ủng hộ nổi bật về quyền của Người Quebec nói tiếng Anh.
Năm 1867, Abbott được bầu vào Viện Thứ dân Canada với tư cách đảng viên Đảng Bảo thủ. Một bức điện bị rò rỉ từ văn phòng của ông đã đóng vai trò quan trọng trong Vụ bê bối Thái Bình Dương năm 1873, dẫn đến sự sụp đổ của chính phủ John A. MacDonald. Abbott được bầu vào Thượng viện năm 1887, trở thành Lãnh đạo Chính phủ trong Thượng viện. Ông trở thành Thủ tướng vào tháng 6 năm 1891 khi Macdonald mất khi đang tại chức. Abbott lúc đó đã 70 tuổi, và chỉ tại chức đến tháng 11 năm 1892 khi ông nghỉ hưu vì bệnh. Ông qua đời một năm sau đó.